# Budu Zivzivadze
Budu Zivzivadze (georgisk: ბუდუ ზივზივაძე; født 3. oktober 1994) er en georgisk professionel fodboldspiller, som spiller for 2. Bundesliga-klubben Karlsruher SC og Georgiens landshold.

## Klubkarriere
I januar 2017 skrev Zivzivadze under på en kontrakt med Esbjerg fB. Han forlod i slutningen januar 2019 Esbjerg fB.